# Rahtusenjärvi
Rahtusenjärvi är en sjö i Kiruna kommun i Lappland och ingår i Torneälvens huvudavrinningsområde. Sjön är 5,7 meter djup, har en yta på 0,419 kvadratkilometer och befinner sig 314 meter över havet. Rahtusenjärvi ligger i Torne och Kalix älvsystem Natura 2000-område.

## Delavrinningsområde
Rahtusenjärvi ingår i det delavrinningsområde (752988-176816) som SMHI kallar för Mynnar i Vivunkijärvi. Medelhöjden är 318 meter över havet och ytan är 4,69 kvadratkilometer. Det finns ett avrinningsområde uppströms, och räknas det in blir den ackumulerade arean 12,24 kvadratkilometer. Vattendraget som avvattnar avrinningsområdet har biflödesordning 4, vilket innebär att vattnet flödar genom totalt 4 vattendrag innan det når havet efter 329 kilometer. Avrinningsområdet består mestadels av skog (65 procent) och sankmarker (17 procent). Avrinningsområdet har 0,48 kvadratkilometer vattenytor vilket ger det en sjöprocent på 10,3 procent.